# Fred Dellray
Fred "Chameleon" Dellray, vlastním jménem Frederick D'Ellret, je vedlejší postavou z knih Jefferyho Deavera.
Je to agent FBI afroamerického původu, bydlí v New Yorku. Jako tajný agent vynikl ohromným hereckým talentem, který mu zajišťoval vynikající úspěšnost v tajných operacích - natolik vysokou, že byl nakonec nucen tuto činnost ukončit, neboť se stal v jistých kruzích newyorského podsvětí až příliš známým. Momentálně pracuje jako nejlepší vyjednávač a koordinátor placených informátorů v celé FBI. Čas od času se ale do terénu vrací, jako například v Tanečníkovi, kdy v převleku za bezdomovce prodávajícího léky zachránil Amélii Sachsové, napadené jiným bezdomovcem, život.

Jeho spolupráce s Lincolnem Rhymem a Amélií Sachsovou poprvé začala v prvním díle série, Sběratel kostí. Agent dále figuruje ve všech dílech s výjimkou osmého dílu, Rozbitého okna.

V devátém díle, Hořící drát, je řečeno, že se jeho přítelkyni Sereně narodil chlapeček.